# Staffa
Staffa (w języku staroskandynawskim określano w ten sposób filar wyspy; gael. Stafa) – jedna z wysp należąca do archipelagu Hebrydów w prowincji Argyll and Bute, w Szkocji. Wikingowie nadali wyspie taką nazwę ze względu na kolumnowy kształt ciosu termicznego występującego w bazaltach budujących wyspę. Kolumny te przypominały wikingom ich domy, zbudowane z ułożonych pionowo pni drzew.
Staffa leży około 10 kilometrów (6 mil) na zachód od wyspy Mull. Powierzchnia wyspy wynosi 33 hektary najwyższy punkt wyspy wynosi 42 metrów (135 ft) nad poziomem morza.
Wyspa stała się znana w końcu XVIII wieku, po tym jak ją odwiedził sir Joseph Banks. On i towarzyszący mu podróżnicy zachwycili się naturalnym pięknem bazaltowych kolumn i morską grotą na brzegu wyspy, którą nazwano 'Grota Fingala'. Ta wizyta pociągnęła za sobą wizyty wielu innych znanych osobistości, przez dwa najbliższe stulecia, włączając królową Wiktorię i Feliksa Mendelssohna. Uwertura Hebrydy (Mendelssohn) przyniosła niezamieszkanej wówczas wyspie sławę. Dzisiaj jest pod ochroną National Trust for Scotland.

## Geologia i prehistoria

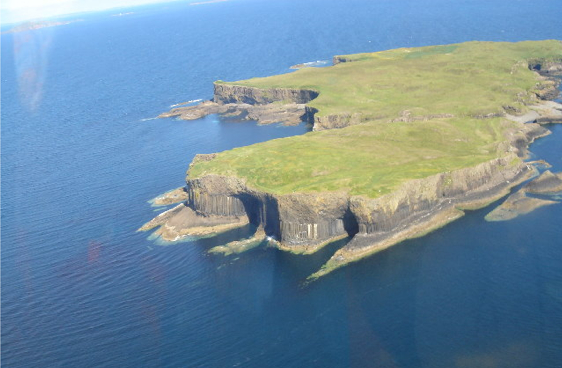
Widok wyspy z lotu ptaka, bazaltowy cios widoczny po prawej stronie.

W czasach prehistorycznych Staffa pokryta była przez warstwę lodu, który rozciągał się ze Szkocji do Atlantyku poprzez Hebrydy. Po ustąpieniu lodowca około 20,000 lat temu, poziom morza był o 125 metrów niższy od współczesnego. Ruchy izostatyczne skorupy ziemskiej oszacowane zostały na okres po-lodowcowy, na około 14,000 lat temu, przedtem Staffa była większą wyspą i prawdopodobnie stanowiła wybrzeże Szkocji, które w owym czasie obejmowało też wyspę Mull, Iona i Treshnish Isles.
Regularne podnoszenie poziomu morza od tego czasu doprowadziło do wyodrębnienia małej wyspy, która ma całkowicie wulkaniczne pochodzenie. Jej podłoże zawiera tuf, pod kolumnami czarnego, pięknie ukształtowanego trzeciorzędowego bazaltu, który został położony jako trzecia warstwa bazaltowej lawy pozbawionej krystalicznej struktury. Dla kontrastu, powolne chłodzenie drugiej warstwy bazaltu zaowocowało nadzwyczajnym wzorem sześciokątnych kolumn, która to forma jest charakterystyczna głównie dla jaskiń. Ochładzająca się lawa kurczyła się, pojawiały się przerwy w jej strukturze i krzepnąc przybierała kształt pryzmatycznych kolumn. Kolumny mają od trzech do ośmiu boków, ale najczęściej jest ich sześć. Kolumny są także podzielone horyzontalnie przez krzyżujące się łącza. Podobne ukształtowanie znajduje się w Grobli Olbrzyma w Irlandii, na wyspie Ulva i w Ardmeanach na wyspie Mull. Wyżłobienie sklepienia Groty MacKinnon’a nie wskazuje ani na lawinę piroklastyczną ani na serię erodującego popiołu spadającego na skałę powyżej kolumnowego bazaltu. ‘Staffa Group’ jest nazwą nadaną dla serii oliwinów, skał magmowych (‘tholeiite basalt’) znalezionych na pobliskiej wyspie Mull, która powstała w wyniku erpucji sprzed 55-58 milionów lat.

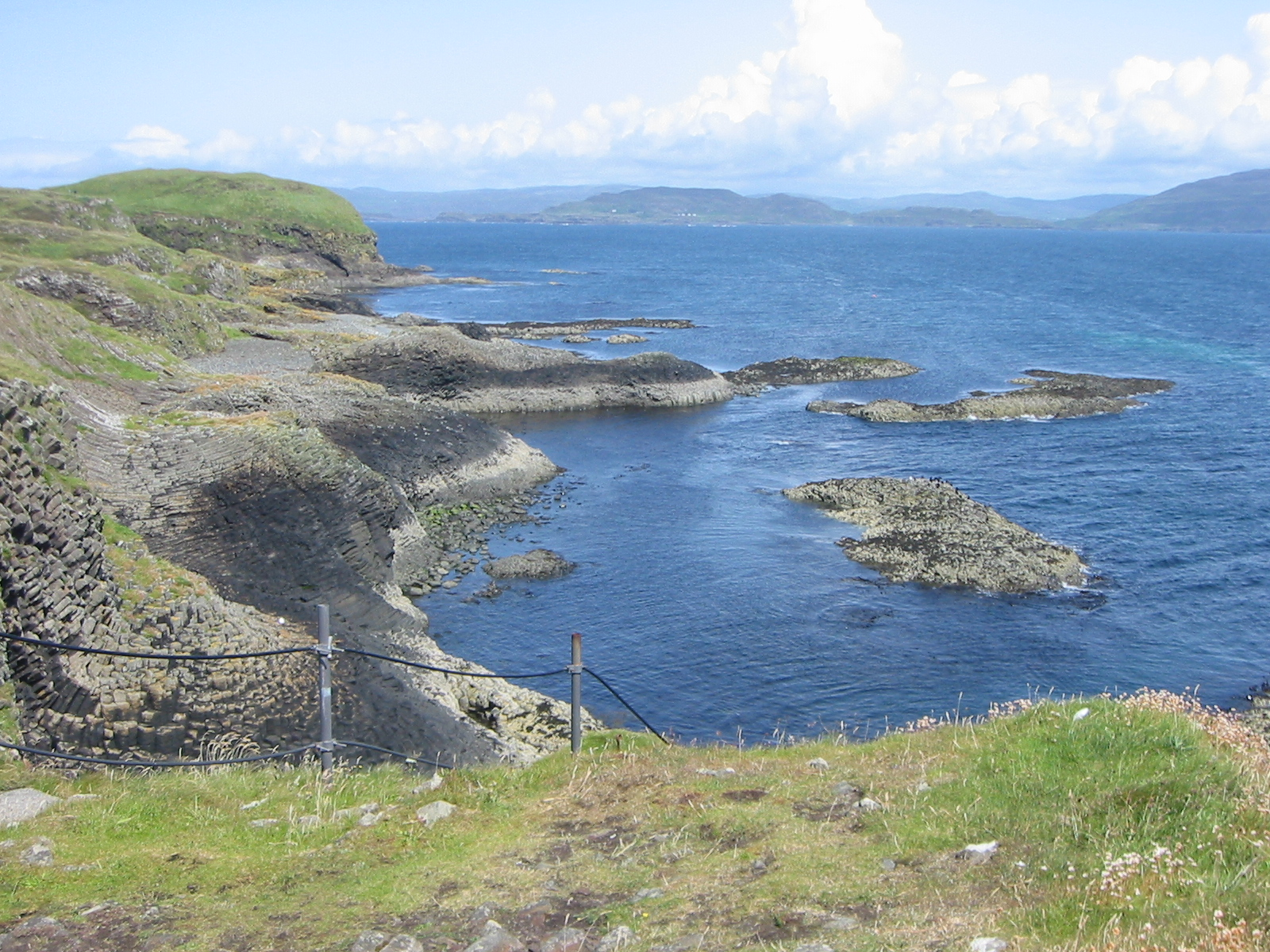
Widok w kierunku północno-wschodnim w stronę Ulva

## Topografia wyspy
Staffa leży około 10 kilometrów (6 mil) na zachód od wyspy Mull i 9 km na północ od wyspy Iona. Jej podłużny kształt zorientowany jest według kierunku północno-południowego i ma kilometr długości przy około pół kilometra szerokości. W obwodzie wyspa uzyskuje prawie 3 km. Jedynie w północno-wschodniej części wyspa ma płaskie wybrzeże, ponadto wybrzeże jest tu bardziej poszarpane i wyrzeźbione, kilka grot wyrzeźbionych przez deszcz, burze i ocean. Trawa porastająca wyspę wystarcza jedynie dla wykarmienia nielicznego stada bydła, jest tutaj też trochę wody.
Na wschodnim wybrzeżu znajduje się Grota Goat i Grota Clamshell. Ta druga ma około 10 m wysokości, 6 m szerokości i 45 m długości, a z jednej ze stron fałdy bazaltu przypominają szkielet statku. W pobliżu groty znajduje się piramidalna skała nazwana Am Buachaille (Gaelicki: Pasterz), sterta bazaltowych kolumn w pełni jest widzialna tylko podczas odpływu. Spośród innych zarysowujących się skał wymienić należy Eilean Dubh na północnym zachodzie i seria skalistych wysepek rozciągających się pół kilometra w stronę płd.-zach. Na południowo-zachodnim wybrzeżu znajdują się Boat Cave i Mackinnon’s Cave (nazwane tak od XV-wiecznego opata z Iona), która ma podziemne połączenie z Cormorant Cave. Groty te znajdują się w południowo-zachodniej części i mogą być dostępne z zatoki Port an Fhasgaidh podczas odpływu. W 1945 mina eksplodowała w pobliżu Boat Cave powodując zniszczenie zbocza klifu, który jednak jest nadal widoczny. Długa na 107 metrów, Grota Mackinnon’a jest 79-tą długą grotą morską na świecie.
Najbardziej znaną osobliwością Staffa jest Grota Fingala. Jest to ogromna grota morska w pobliżu południowego krańca wyspy, mająca około 20 m wysokości i 75 m długości, ukształtowana w klifie wśród sześciokątnych bazaltowych kolumn. To klifowe wybrzeże nazywane jest Perystazą (kolumnadą) i wraz z jego grotą było inspiracją dla uwertury Feliksa Mendelssohna Die Hebriden (Hebrydy, opus 26), której premiera miała miejsce w Londynie w 1832. Oryginalna gaelicka nazwa Groty Fingala brzmi An Uamh Bhin – ‘melodyjna grota’ – ale później została zmieniona i nazwana od iryjskiego wojownika z III wieku Fionna MacCool.
Mendelssohn w roku 1829 nie mniejszym stopniu zainspirowany został przez odgłosy fal w środku groty i pisał później do Karla Klingemanna: „W sierpniu wyruszam do Szkocji z grabiami na piosenki ludowe, uchem na woń tamtejszej sielskości i z sercem dla obnażonych nóg tubylców”.

## Historia

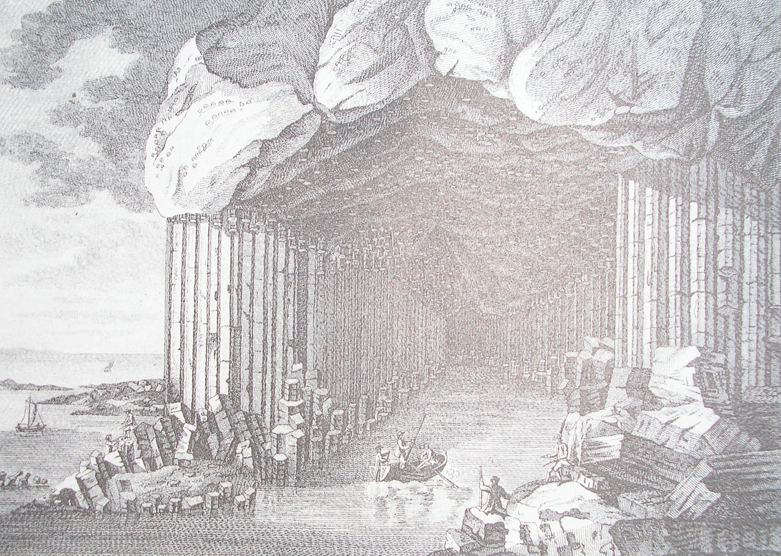
Rycina oparta na szkicu Groty Fingala dokonanej przez John Cleveley Jnr. opublikowana w 1772

### XVIII wiek
Niewiele wiemy o wczesnej historii Staffa, jakkolwiek szwajcarskie miasto Stäfa na Jeziorze Zyruskim zostało nazwane według nazwy wyspy przez mnicha z pobliskiej Iony.
Pierwotnie część wyspy Ulva należała do klanu MacQuarries do roku 1777. Uwaga anglojęzycznej części wysp brytyjskich została na nią zwrócona po wizycie Joseph Banks w sierpniu 1772. Podczas podróży do Islandii w towarzystwie malarza Johann Zoffany, bp Linköping i dr. Solander, Banks (później prezydent Royal Society) bawiony był opowieściami Maclean of Drummen, na wyspie Mull. Słuchając o Staffa zdecydował złożyć tam wizytę i opuścić Tobermory już następnego dnia. Wiatr był słaby, więc przybyli dopiero po zapadnięciu ciemności. Banks napisał:

It was too dark to see anything, so we carried our tent and baggage near the only house on the island, and began to cook our suppers, in order to be prepared for the earliest dawn, and to enjoy that which, from the conversation of the gentlemen we had, now raised the highest expectations of.

Było zbyt ciemno, żeby zobaczyć cokolwiek, więc wykonaliśmy nasz namiot i bagaż w pobliżu domu na wyspie, zaczęliśmy gotować naszą kolację, aby być przygotowanym o najwcześniejszym świcie, i cieszyć się rozmowami, które prowadziliśmy, teraz podniosły się nasze najwyższe oczekiwania.

Nie zostali rozczarowani. Jedyną niedogodnością były wszy, które dokuczały im podczas krótkiego pobytu na wyspie. Banks zostawił po sobie pełen zachwytu opis swej wizyty. Wyznał, że był:

(...) Forced to acknowledge that this piece of architecture, formed by nature, far surpasses that of the Louvre, that of St. Peter at Rome, all that remains of Palmyra and Paestum, and all that the genius, the taste and the luxury of the Greeks were capable of inventing.

Zostaliśmy zmuszeni do uznania, że ten kawałek architektury, utworzony przez naturę, znacznie przewyższa Luwr, bazylikę św. Piotra w Rzymie, to co pozostało po Palmyrze i Paestum, a jest to smak i zbytek, jaki tylko Grecy byli w stanie wymyślić.

Samuel Johnson i jego przyjaciel James Boswell odwiedzili The MacQuarrie na Ulvie w 1773, w rok po wizycie Banks’a. Być może w świadomości, że Banks uznał bazaltowy klif, na Ulvie nazywany ‘The Castles’, za rywala godnego kolumnowej formacji ze Staffa Johnson napisał:

When the islanders were reproached with their ignorance or insensibility of the wonders of Staffa, they had not much to reply. They had indeed considered it little, because they had always seen it; and none but philosophers, nor they always, are struck with wonder otherwise than by novelty.

Gdy wyspiarzom czyniło się zarzuty z powodu ich niewiedzy lub braku wrażliwości na cuda Staffa, nie mieli wiele do powiedzenia. Oni rzeczywiście wiedizeli mało, ponieważ oni zawsze je widzą; a żaden z filozofów, a cud zawsze uderza nie w inny sposób jak przez nowość.

Wśród pierwszych odwiedzających Staffa znakomitych zagranicznych gości byli Barthélemy Faujas de Saint-Fond, bogaty francuski zoolog i mineralog oraz amerykański architekt i naturalista William Thornton. Wizyta w 1784 roku, wywarła na nich wrażenie, Faujus napisał: „this superb monument of nature, which in regard to its form bears so strong a resemblance to a work of art, though art can certainly claim no share in it”.

### XIX i XX wiek
Wśród późniejszej wielkiej rzeszy odwiedzających wyspę wymienić należy: Robert Adam, Walter Scott (1810), John Keats (1818), William Turner, którego wizyta w roku 1830 zaowocowała obrazem olejnym wystawionym w 1832 roku, William Wordsworth (1833), Jules Verne (1839), Alice Liddell (inspiracja dla książki Alicja w Krainie Czarów) w 1878, David Livingstone (1864), Robert Louis Stevenson (1870) i Mendelssohn w 1829. Jakkolwiek Wordsworth zapoczątkował listę rozczarowanych turystów.

We saw, but surely in the motley crowd
Not one of us has felt, the far-famed sight:
How could we feel it? Each the others blight,
Hurried and hurrying volatile and loud.

Widzieliśmy, ale na pewno w komediowym stroju
Nikt z nas nie odczuwa znakomitego widoku:
Jak moglibyśmy poczuć? Każdy nęka innego,
Śpiesząc się ulotnie i głośno.

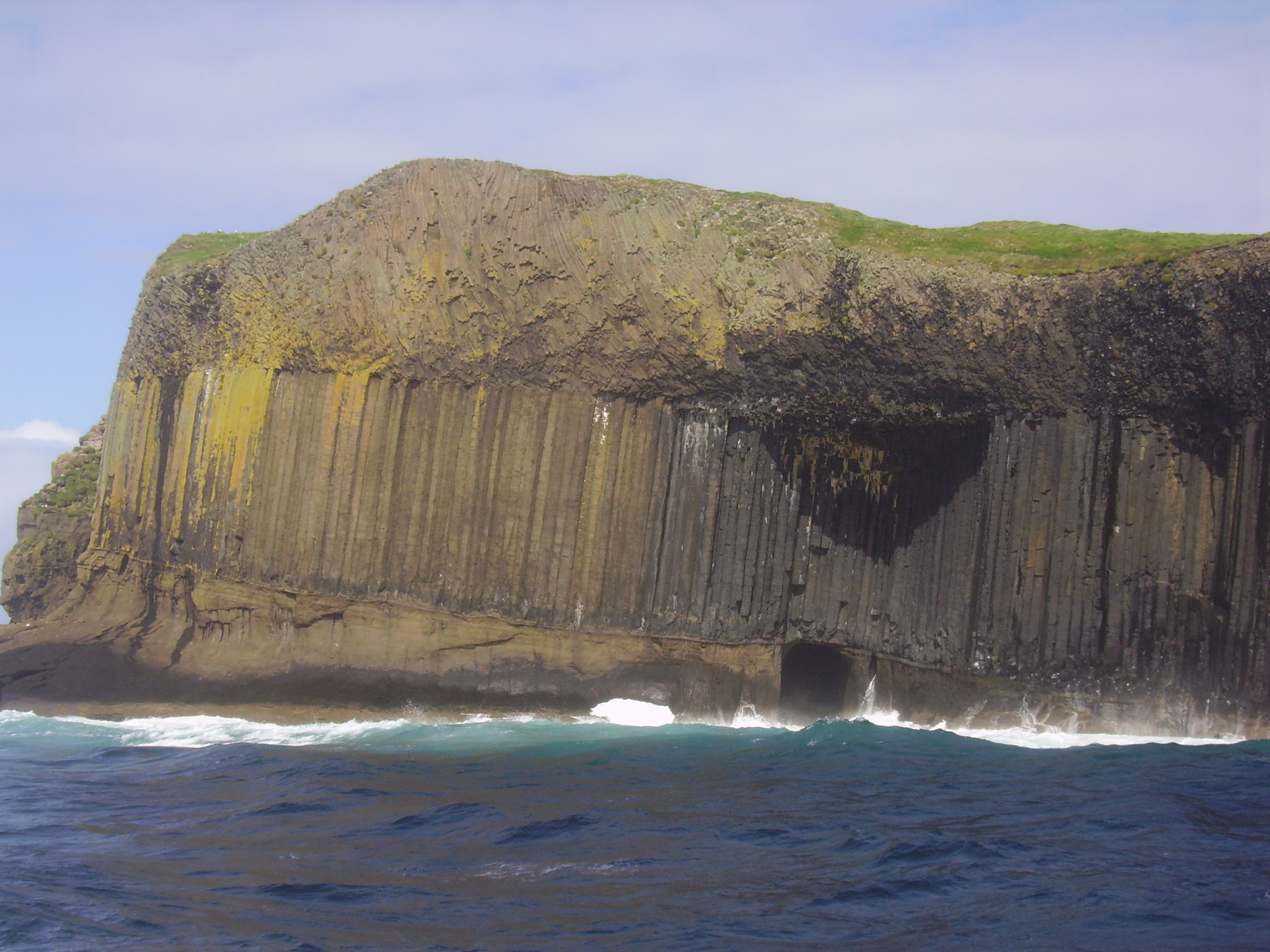
Boat Cave

W ponad sto lat później W.H. Murray podtrzymał opinię Wordswortha dodając, że odwiedzający są rozpieszczani przez panującą tam atmosferę i są raczej nietowarzyscy sugerując, że każdy, kto chce poznać Staffa musi tam pojechać samotnie.
Inni byli bardziej entuzjastyczni i hojni w ocenie, nie wyłączając najbardziej znamienitych gości. Wiktoria Hanowerska i Książę Albert wpłynęli do środka groty królewską barką w 1847 roku. Korespondent dziennika The Times odnotował:

As the Royal Squadron cleared out of the Sound of Mull, and round the northern extremity of the island, a noble prospect lay before it, the steep and barren headlands of Ardnamurchan stretching away into the Atlantic on the right, on the left the precipitous cliffs of the Mull coast, and far away and embosomed in the ocean, the fantastic and varied forms of the adjacent islands. The horizon toward the north was a good deal obscured by haze, but, notwithstanding, Skye was distinctly visible... The deserted and solitary aspect of the island was brought out with a strange and startling effect by the presence of so many steamers; and as Her Majesty’s barge with the Royal Standard floated into the cave, the crew dipping their oars with the greatest precision, nothing could be more animated and grand than the appearance which the vast basaltic entrance, so solemn in its proportions, presented.

John Keats narzekał na koszty przewozu promów, ale tym niemniej został zauroczony tym, co zobaczył. Nie był też zadowolony ze swoich pierwszych wysiłków opisania „katedry morza”, w końcu zdecydował się na następujący opis:

Not Aladdin magian, Ever such a work began, Not the wizard of the Dee, Ever such a dream could see; Not St John, in Patmos Isle, In the passion of his toil, When he saw the churches seven, Golden Aisl’d, built up in heaven, Gazed at such a rugged wonder.--John Keats, Staffa.

Nie Aladyn magik, kiedykolwiek dzieło rozpoczynał, nie czarodziej z Dee, kiedykolwiek taki sen mógł ujrzeć, nie św. Jan, na wyspie Patmos, z pasją w swojej pracy, gdy ujrzał siedem kościołów, złote Aisl zbudowane w niebie, patrzyłem na solidne cudo.

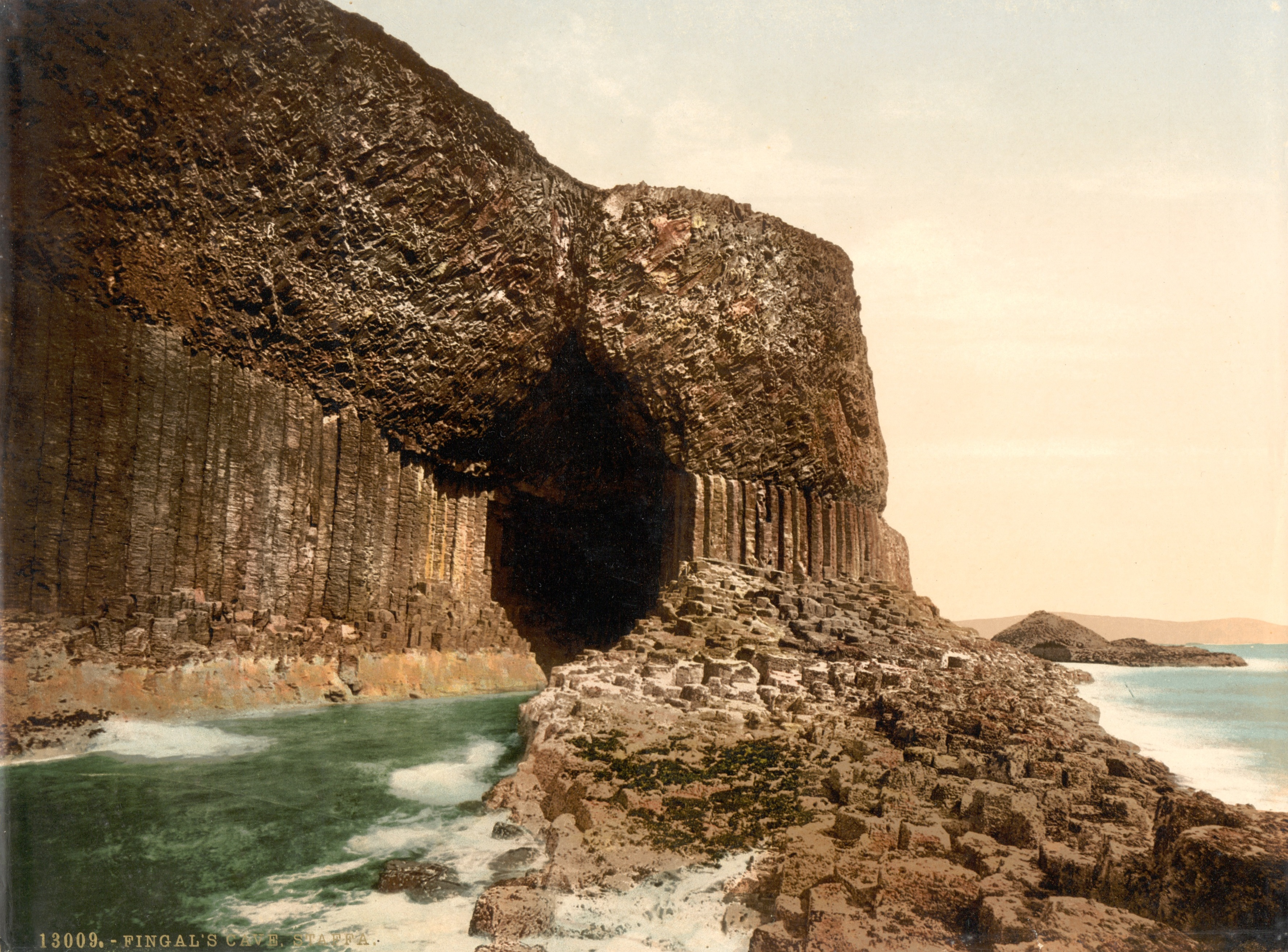
Grota Fingala około 1900

### Lokatorzy i właściciele

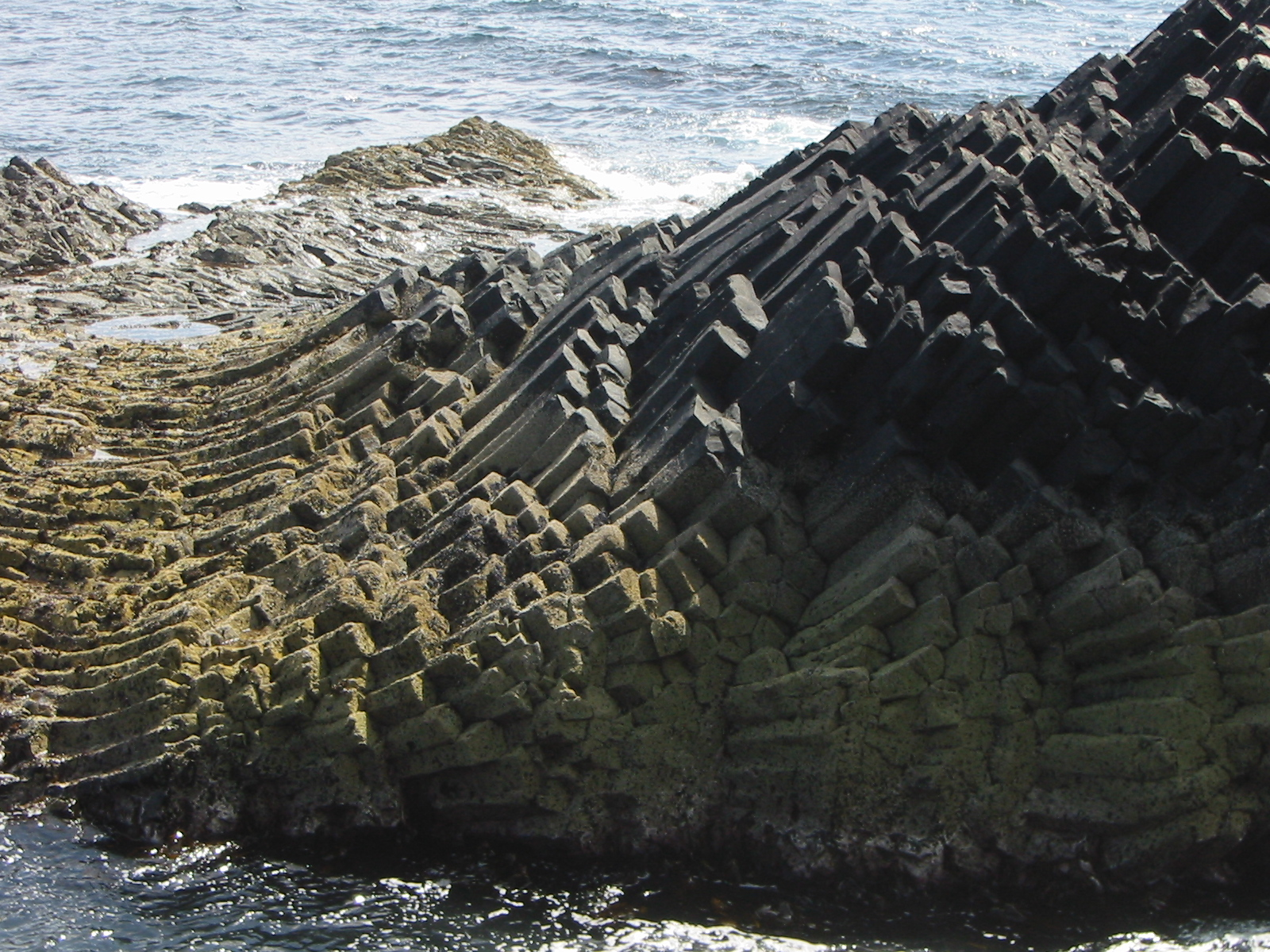
Bazaltowe kolumny na Am Buchaille

Jakkolwiek krajobraz jest inspirujący, miejsce nie było łatwe do życia. W 1772 roku mieszkała tu jedna rodzina, żyjąca na diecie jęczmienno-owsianej, mieli też do swojej dyspozycji len i ziemniaki. W końcu XVIII wieku opuścili Staffę, najwyraźniej wystraszeni przez surowe zimowe sztormy. Ślady po dawnych uprawach rolnych wciąż jeszcze są widoczne, jednak jedynymi zachowanymi budynkami są ruiny po XIX-wiecznych schroniskach dla turystów. Około roku 1800 wyspa była własnością Colin MacDonald of Loch Boisdale. W 1816 roku została sprzedana przez Ranald MacDonald. W XX wieku było kilku prywatnych właścicieli, wśród nich Alastair de Watteville, potomek Colina MacDonald, który napisał też książkę o wyspie. Ostatecznie wyspa została podarowana dla National Trust for Scotland przez Jock Elliot Jr. z Nowego Jorku w 1986 roku jako szczególny sposób uczczenia 60. urodzin swej żony, Eleonory. Wdzięczny National Trust nadał jej honorowy tytuł ‘Steward of Staffa’.
W 2005 roku w sondażu przeprowadzonym przez Radio Times, Staffa została uznana za ósmy wielki naturalny cud Brytanii.
W XX wieku wydane zostały fałszywe znaczki pocztowe, stworzone dla kolekcjonerów, noszące imię Staffa.

## Dzika przyroda

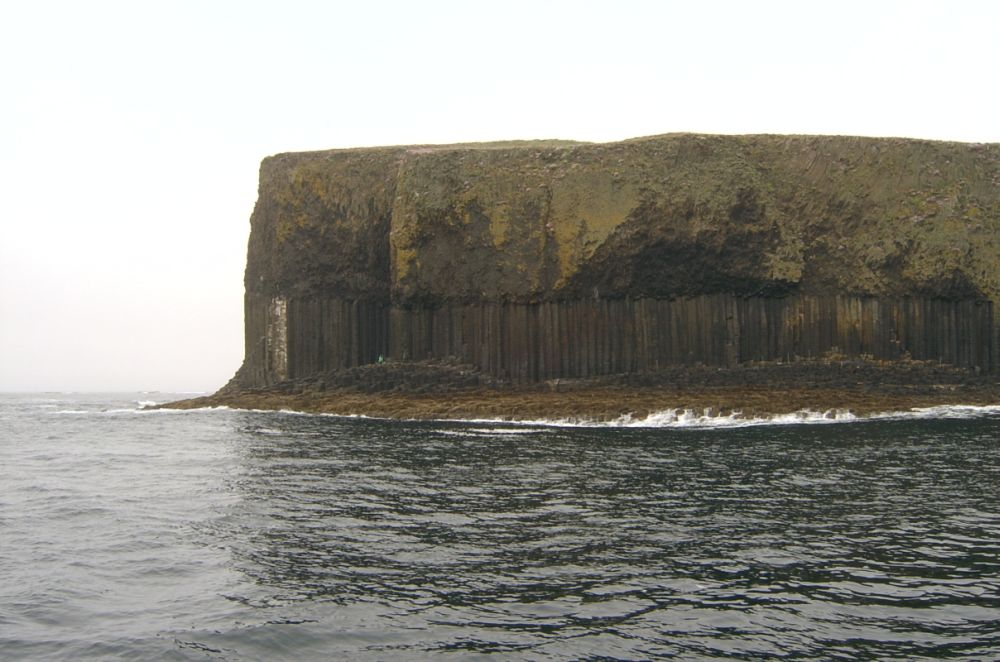
Klify

W 1800 roku na wyspie były trzy jelenie, później zastąpione przez kozy i małe stado czarnego bydła. Późnym latem wypasały się owce, ale w roku 1997 wszelki inwentarz został z wyspy wycofany. Miało to dopomóc w regeneracji roślinności na wyspie.
Maskonur, Mewa trójpalczasta, kormoran i mewy gnieżdżą się na wyspie i otaczających ją wodach, stając się głównym pożywieniem dla fok, delfinów, długoszparów, płetwala karłowatego i ryby pilot.

## Zwiedzanie Staffa
Na Staffę można dotrzeć łodzią z Oban (zachodnia Szkocja), Dervaig bądź Fionnphort na wyspie Mull, albo z Iony. Dla zwiedzających udostępnione są groty. Atrakcją turystyczną są też maskonury, gnieżdżące się na wyspie od maja do września.
Staffa nie ma doskonałych miejsc do zarzucenia kotwicy. Miejsce, gdzie cumują łodzie z turystami, znajduje się na północ od Am Buachaille, ale wysiąść na ląd można tylko wtedy, gdy morze jest spokojne.

## Zobacz też

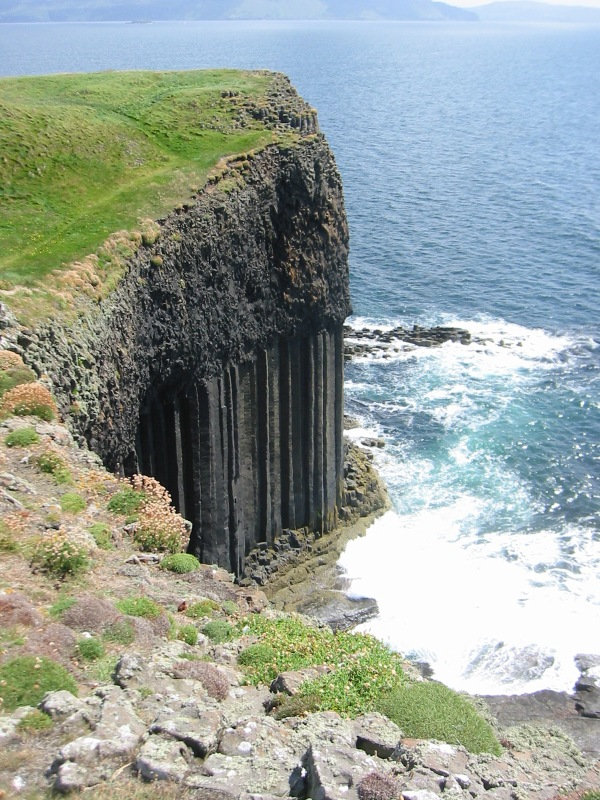
Ponad kolumnami

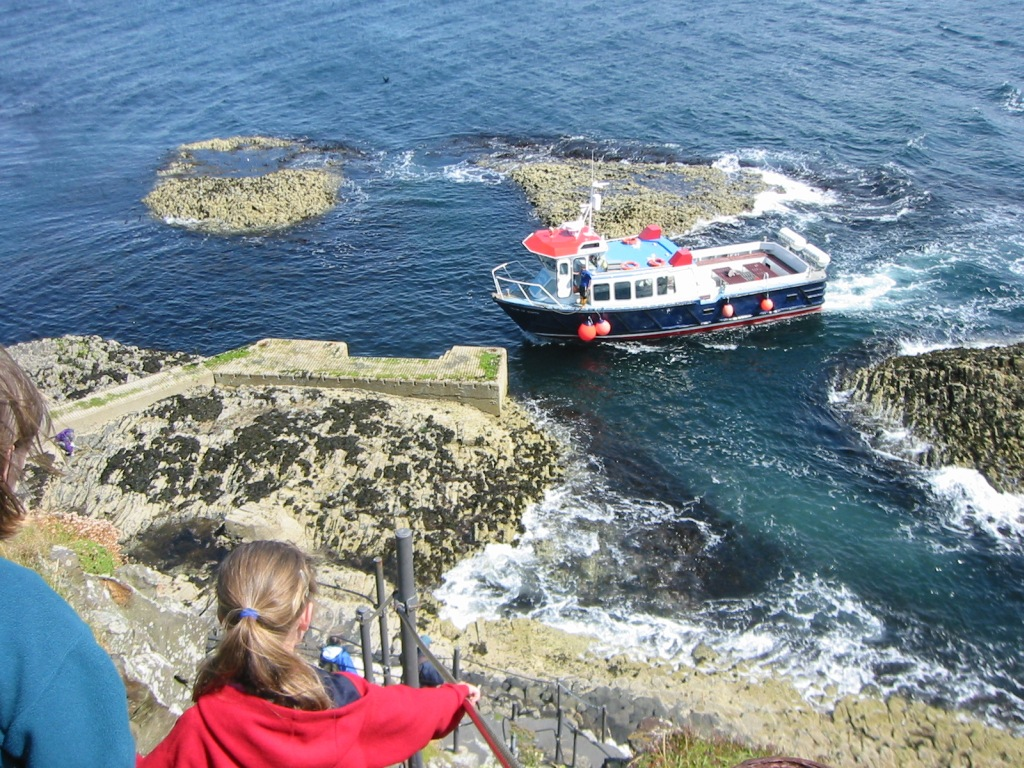
The landing place

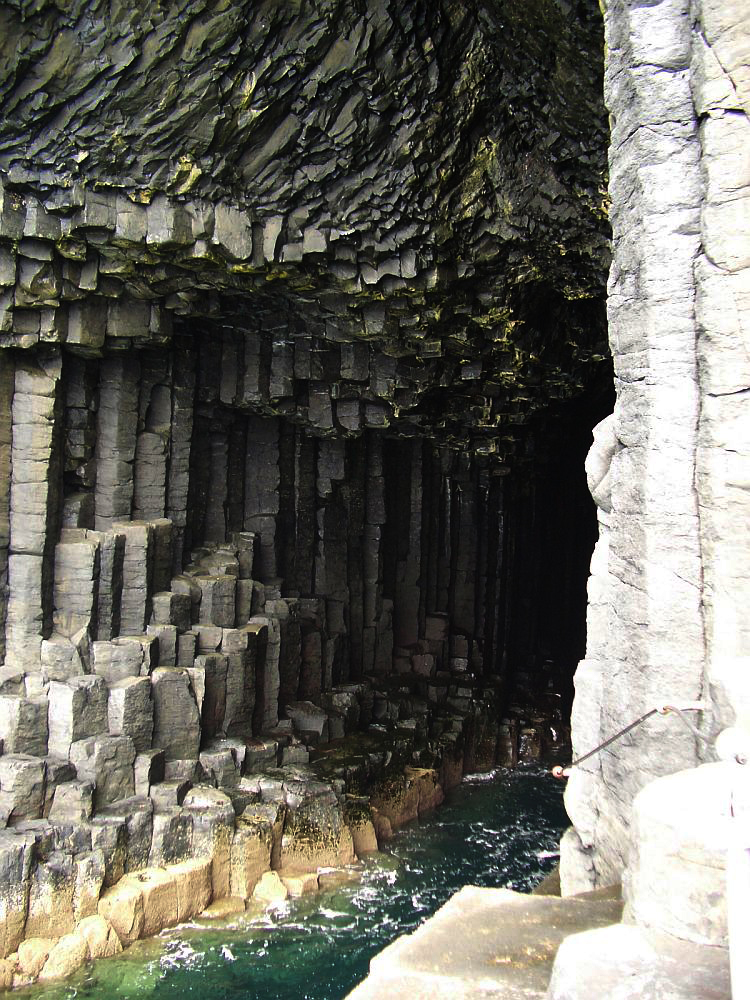
Bazaltowe kolumny wewnątrz Groty Fingala